# 亞歷克西斯 (伊利諾伊州)
亞歷克西斯（英語：Alexis）是位於美國伊利諾伊州默瑟縣和沃倫縣的一個村落。

## 地理
亞歷克西斯的座標為41°03′48″N 90°33′18″W / 41.06333°N 90.55500°W，而該地最高點為海拔高度213米（即699英尺）。

## 人口
根據2010年美國人口普查的數據，亞歷克西斯的面積為1.23平方千米，當中陸地面積為1.23平方千米，而水域面積為0.00平方千米。當地共有人口831人，而人口密度為每平方千米675人。